# Cratere Pickering (Marte)
Pickering è un cratere sulla superficie di Marte.
Il cratere è dedicato ai fratelli astronomi statunitensi Edward Charles e William Henry Pickering e all'ingegnere neozelandese naturalizzato statunitense William Hayward Pickering.